# Uncanoonuc Incline Railway

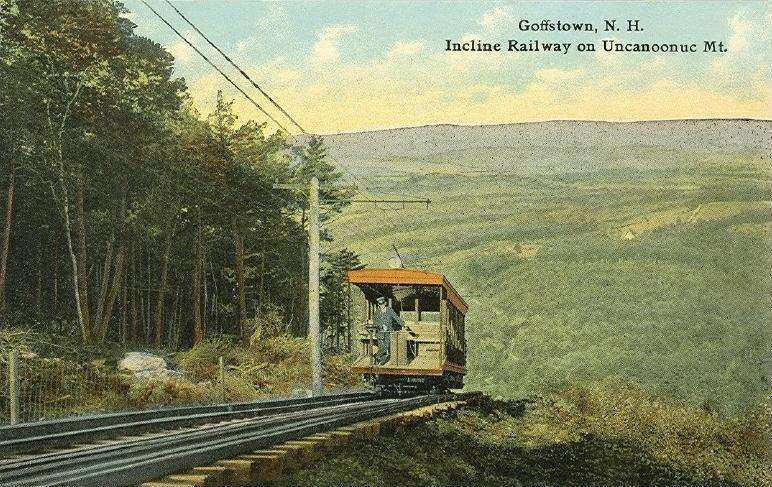
Postkarte mit dem Schrägaufzug

Die Uncanoonuc Incline Railway war eine Straßenbahn sowie ein Schrägaufzug in Goffstown im US-Bundesstaat New Hampshire.

## Geschichte
Für den Ausflugsverkehr zum South Uncanoonuc Mountain baute die Uncanoonuc Incline Railway and Development Company zunächst eine vier Kilometer lange eingleisige, elektrische normalspurige Straßenbahnstrecke von Shirley Junction, an der Kreuzung South Mast Street/Wallace Road, wo eine Gleisverbindung zur Straßenbahn Manchester bestand, entlang der heutigen Worthley Hill Road zum Fuß des Berges. Die Strecke wurde am 15. September 1905 erstmals befahren und kurz darauf offiziell eröffnet. An der Endstelle befand sich eine großzügige Wendeschleife. Die Straßenbahnwagen verkehrten im Anschluss an die Bahnen aus Manchester. Die Fahrzeit für die Straßenbahn mit einer durchschnittlichen Steigung von 4,5 Prozent betrug bergwärts 15 Minuten und talwärts sechs Minuten.  Bei besonderen Anlässen betrieb die Straßenbahn Manchester durchlaufende Sonderwagen aus der Stadt zum Uncanoonuc.
Zur Förderung des Tourismus errichtete die Gesellschaft dann auf dem Gipfel des Berges ein Hotel, zu dem von der Straßenbahnendstelle aus ein 725 Meter langer Schrägaufzug mit Oberleitungsantrieb gebaut wurde. Hotel und Aufzug gingen am 8. Juni 1907 in Betrieb. Der Schrägaufzug benötigte für eine Fahrt fünf Minuten und hatte eine maximale Steigung von 35 Prozent.
Im Februar 1923 brannte das Hotel auf dem Berggipfel ab, den Nachfolgebau ereilte 1930 das gleiche Schicksal. Es wurde danach nicht mehr ersetzt. Die Straßenbahnstrecke zur Talstation des Schrägaufzugs wurde am 8. Januar 1938 letztmals befahren und danach stillgelegt, der Schrägaufzug erst 1941, nachdem ein Waldbrand die Anlagen zerstört hatte.

## Technik des Schrägaufzugs
Die beiden Wagen der Bahn waren fest mit einem Seil verbunden, das an der Bergstation über eine am Boden verankerte Rolle umlief. Sie fungierten gegenseitig als Gegengewicht und wurden beide mit 40-PS-Elektromotoren angetrieben. In der Mitte der Strecke befand sich eine Ausweiche, an der sich die entgegenkommenden Wagen begegneten. Entlang der Schrägaufzugstrecke gab es drei Zwischenstationen. Berg- und Talstation waren jeweils vollständig überdachte Bauten, in denen die Wagen nachts und im Winter, wo der Fahrbetrieb zumeist ruhte, abgestellt werden konnten.